# Flugzeugverbindungsgeschwader 2
Das Flugzeugverbindungsgeschwader 2 war ein Verband der Luftwaffe der Wehrmacht im Zweiten Weltkrieg.

## Geschichte
Der Geschwaderstab und die I. Gruppe entstanden am 1. Oktober 1943 in Rangsdorf. (Lage) Unter der I. Gruppe wurden 36 bisherige selbstständige Kurierstaffeln zusammengefasst.
Der Geschwaderstab und die I. Gruppe wurden im Winter 1944 aufgelöst. Die bisherigen Staffel wurden damit wieder selbstständig.

## Geschwaderkommodore
| Dienstgrad | Name                 | Zeit                                  |
| ---------- | -------------------- | ------------------------------------- |
| Major      | Paul-Ludwig Buchholz | 1. Oktober 1943 bis 28. November 1943 |
| Major      | Gerhard Heym         | 29. November 1943 bis 31. Januar 1944 |